# Адміністративний устрій Заліщицького району
Адміністративний устрій Заліщицького району — адміністративно-територіальний поділ Заліщицького району Тернопільської області на 1 селищну та 1 сільську громади, 1 міську та 30 сільських рад, які об'єднують 55 населених пунктів та підпорядковані Заліщицькій районній раді. Адміністративний центр — місто Заліщики.

## Список громадЗаліщицького району
- Дорогичівська сільська громада
- Товстенська селищна громада

## Список радЗаліщицького району
| №  | Назва                           | Центр           | Населені пункти                          | Площа км² | Місце за площею | Населення (2001), осіб | Місце за населенням |
| -- | ------------------------------- | --------------- | ---------------------------------------- | --------- | --------------- | ---------------------- | ------------------- |
| 1  | Заліщицька міська рада          | м. Заліщики     | м. Заліщики                              | 7,16      | 34              | 9739                   | 1                   |
| 2  | Бедриківська сільська рада      | с. Бедриківці   | с. Бедриківці                            | 17,535    | 20              | 1667                   | 9                   |
| 3  | Блищанська сільська рада        | с. Блищанка     | с. Блищанка с. Ставки                    | 21,540    | 10              | 866                    | 28                  |
| 4  | Буряківська сільська рада       | с. Буряківка    | с. Буряківка                             | 19,220    | 16              | 850                    | 29                  |
| 5  | Винятинська сільська рада       | с. Винятинці    | с. Винятинці с. Голігради                | 22,310    | 8               | 1241                   | 14                  |
| 6  | Ворвулинська сільська рада      | с. Ворвулинці   | с. Ворвулинці с. Гиньківці               | 19,680    | 14              | 1058                   | 21                  |
| 7  | Городоцька сільська рада        | с. Городок      | с. Городок                               | 9,610     | 32              | 727                    | 31                  |
| 8  | Дзвиняцька сільська рада        | с. Дзвиняч      | с. Дзвиняч                               | 25,520    | 5               | 1106                   | 19                  |
| 9  | Добрівлянська сільська рада     | с. Добрівляни   | с. Добрівляни                            | 12,440    | 28              | 1980                   | 3                   |
| 10 | Дунівська сільська рада         | с. Дунів        | с. Дунів с. Вигода с. Щитівці            | 20,730    | 12              | 1416                   | 11                  |
| 11 | Дуплиська сільська рада         | с. Дуплиська    | с. Дуплиська                             | 1,830     | 37              | 298                    | 37                  |
| 12 | Зеленогайська сільська рада     | с. Зелений Гай  | с. Зелений Гай с. Печорна                | 18,010    | 19              | 1103                   | 20                  |
| 13 | Зозулинська сільська рада       | с. Зозулинці    | с. Зозулинці с. Виноградне               | 19,620    | 15              | 1798                   | 7                   |
| 14 | Івано-Золотівська сільська рада | с. Іване-Золоте | с. Іване-Золоте                          | 18,460    | 18              | 900                    | 23                  |
| 15 | Касперівська сільська рада      | с. Касперівці   | с. Касперівці с. Лисичники               | 31,260    | 3               | 1813                   | 6                   |
| 16 | Колодрібська сільська рада      | с. Колодрібка   | с. Колодрібка                            | 22,070    | 9               | 1337                   | 13                  |
| 17 | Кошилівська сільська рада       | с. Кошилівці    | с. Кошилівці с. Попівці                  | 21,160    | 11              | 1131                   | 17                  |
| 18 | Кулаківська сільська рада       | с. Кулаківці    | с. Кулаківці                             | 7,770     | 33              | 436                    | 36                  |
| 19 | Лисівська сільська рада         | с. Лисівці      | с. Лисівці                               | 19,790    | 13              | 1943                   | 5                   |
| 20 | Мишківська сільська рада        | с. Мишків       | с. Мишків                                | 18,620    | 17              | 539                    | 35                  |
| 21 | Нирківська сільська рада        | с. Нирків       | с. Нирків с. Нагоряни                    | 35,990    | 1               | 1606                   | 10                  |
| 22 | Новосілківська сільська рада    | с. Новосілка    | с. Новосілка                             | 23,260    | 6               | 1691                   | 8                   |
| 23 | Подільська сільська рада        | с. Поділля      | с. Поділля с. Ангелівка                  | 32,760    | 2               | 1944                   | 4                   |
| 24 | Садківська сільська рада        | с. Садки        | с. Садки                                 | 14,450    | 25              | 1040                   | 22                  |
| 25 | Синьківська сільська рада       | с. Синьків      | с. Синьків                               | 1,927     | 36              | 1221                   | 15                  |
| 26 | Слобідська сільська рада        | с. Слобідка     | с. Слобідка                              | 10,620    | 30              | 653                    | 33                  |
| 27 | Солоненська сільська рада       | с. Солоне       | с. Солоне с. Рожанівка                   | 14,200    | 26              | 1354                   | 12                  |
| 28 | Торськівська сільська рада      | с. Торське      | с. Торське с. Глушка с. Якубівка         | 30,250    | 4               | 1178                   | 16                  |
| 29 | Угриньківська сільська рада     | с. Угриньківці  | с. Угриньківці с. Бересток с. Хартонівці | 4,880     | 35              | 1113                   | 18                  |
| 30 | Устечківська сільська рада      | с. Устечко      | с. Устечко                               | 22,410    | 7               | 881                    | 25                  |
| 31 | Шипівецька сільська рада        | с. Шипівці      | с. Шипівці                               | 12,140    | 29              | 895                    | 24                  |

* Примітки: м. — місто, с-ще — селище, смт — селище міського типу, с. — село